# Carlos Morales Troncoso
Pour les articles homonymes, voir Morales.
Carlos Morales Troncoso (né le 29 septembre 1940, et mort d'une leucémie à Houston au Texas le 25 octobre 2014 ), est un homme politique dominicain. Il est ministre des Affaires étrangères de 1994 à 1996 et à partir du 16 août 2004.
En octobre 2021, il apparait cité dans les Pandora Papers,.

## Carrière dans l'industrie
Morales Troncoso est diplômé en génie chimique et activité sucrière par l'Université d'État de Louisiane. 
Il travaillé ensuite pour l'usine sucrière au sein de la South Puerto Rico Sugar Corporation, devenant à l'âge de 32 ans directeur de la société qui appartenait alors au groupe américain Gulf + Western. 
Tout en étant au gouvernement du pays, Il a aussi été chef du State Sugar Council.

## Carrière politique
Il entre en politique quand le président Joaquin Balaguer lui propose un poste de vice-président pour le PRSC lors des élections présidentielles de 1986. Il est vice-président de 1986 à 1994. 
Le gouvernement le nomme ambassadeur aux États-Unis, puis ministre des Affaires étrangères.

## Vie personnelle
Il épouse Luisa Alba de Morales, avec laquelle il a 4 filles, Ivette Morales de Baittiner, Nicole Morales de Bogaert, Michele Morales de Franco et Cecile Morales de Vitienes.
Il meurt à Houston, au Texas, le 25 octobre 2014, d'une leucémie, à l'âge de 74 ans,.

## Pandora Papers
En 1974, le groupe américain Gulf and Western Industries nomme Morales président de l'une de ses nombreuses filiales :  Central Romana (premier producteur de sucre sur le territoire de la République dominicaine, groupe qui existe depuis environ un siècle selon son site Web).
Des allégations d'expulsions et de violations des droits de l'homme concernent régulièrement la filiale sucrière de  Gulf and Western Industries, se succédant durant plusieurs décennies. 
En particulier, en 1979, la Société anti-esclavagiste pour la protection des droits de l'homme, dénonce auprès de l'ONU, des « achats »  d'immigrants haïtiens par l'entreprise (et par deux autres entreprises) ; ces travailleurs forcés étant ensuite maintenus dans la misère par des salaires dérisoires.
En 1984, une nouvelle entreprise, baptisée Central Romana Corp. acquiert l'exploitation sucrière. Morales en prend la tête, puis quitte sa direction deux ans plus tard (en 1986) pour devenir vice-président de la République dominicaine, mais il en reste actionnaire. 
Il est ensuite ambassadeur aux États-Unis, puis nommé ministre des Affaires étrangères de la République dominicaine, tout en restant, d'après l'ambassade dominicaine à Washington, l'un des actionnaires « importants » de Central Romana, « devenant même l'un des représentants les plus éminents de l'industrie sucrière du pays » selon l'ICIJ.
En 2006, il commente une enquête initiée par un groupe de législateurs américains sur l'utilisation de migrants haïtiens comme ouvriers dans les champs de canne à sucre, en déclarant que la République dominicaine n'acceptera aucune ingérence étrangère dans ses affaires. En 2012, Morales critique un prêtre catholique ayant signalé aux États-Unis que les travailleurs de la canne à sucre étaient dans ce pays soumis à des traitements durs et inhumains ; selon lui, ce prêtre "dénigrait" injustement l'industrie sucrière dominicaine. Cette année là, une ONG du Massachusetts décrit également de graves abus commis vis à vis des ouvriers des plantations par plusieurs des plus grands producteurs de sucre de la République dominicaine (dont Central Romana) : 12 heures de travail quotidien ; logements insalubres sans électricité ni eau potable. En 2021, Central Romana  interrogé par The Post et l'ICIJ, déclarait agir pour améliorer« la santé et la sécurité industrielle, les aspects du travail, les conformités environnementales et les programmes de responsabilité sociale », affirmant que le réseau électrique ne dessert pas encore certains villages et que l'eau potable est désormais fournie aux ouvriers.
Des expulsions sont dénoncées en 2016 (deux ans après la mort de Morales) justifiant une nouvelle alerte de l'ONU, cette fois par l'ONG Dominicans for Justice and Peace, basée à Genève et deux représentants de l'ONU (dont le rapporteur spécial sur le droit à un logement digne), ont appelé le gouvernement dominicain à réagir « face aux expulsions illégales et au recours à la force par les agents d'une entreprise privée ». 

En janvier 2020, les familles expulsées ont poursuivi Central Romana et Fanjul Corp., basée à West Palm Beach, actionnaire de la société, devant un tribunal fédéral de Floride. Un juge a récemment rejeté l'affaire, estimant que les plaignants n'avaient pas suffisamment démontré que Central Romana agissait en tant qu'agent de Fanjul. Les familles ont fait appel. Selon  Central Romana, les expulsions étaient appropriées.
La famille Morales avait confié la gestion de sa fortune à des fiducies basées aux Bahamas, fiducies que la famille a transférées (en 2019) aux Etats-Unis, dans un Etat-paradis fiscal qui a adopté une législation favorisant l'opacité des fiducies : le Dakota du Sud. 

Ce transfert s'est fait peu de temps après que les Bahamas aient voté une loi imposant aux entreprises offshore (et à certaines fiducies) d'identifier leurs propriétaires dans un registre gouvernemental centralisé (ce qui pourrait rendre plus difficile l'évitement de l'impôts par les entreprises concernées).